# 8 a.C.
L'8 a.C. (VIII a.C. in numeri romani) è un anno  del I secolo a.C.

## Eventi
- Erode il Grande arresta per tradimento due propri figli, Alessandro e Aristobulo, a seguito di un complotto contro di loro organizzato dal fratellastro Antipatro e dalla nipote Salomé.

## Nati
- Plauzia Urgulanilla,  romana

## Morti
- 27 novembre - Quinto Orazio Flacco, poeta romano (n. 65 a.C.)
- Liu Xiang, scrittore cinese (n. 79 a.C.)
- Gaio Cilnio Mecenate, politico romano (n. 68 a.C.)
- Polemone I del Ponto, sovrano